# Дорн (садиба)
52°01′53″ пн. ш. 5°20′19″ сх. д. / 52.031389° пн. ш. 5.338611° сх. д.

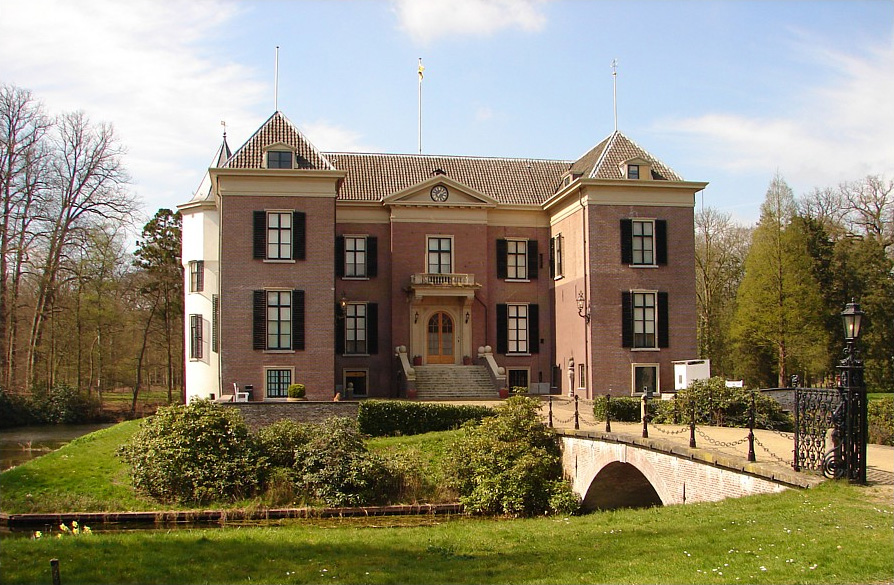
Садиба Дорн

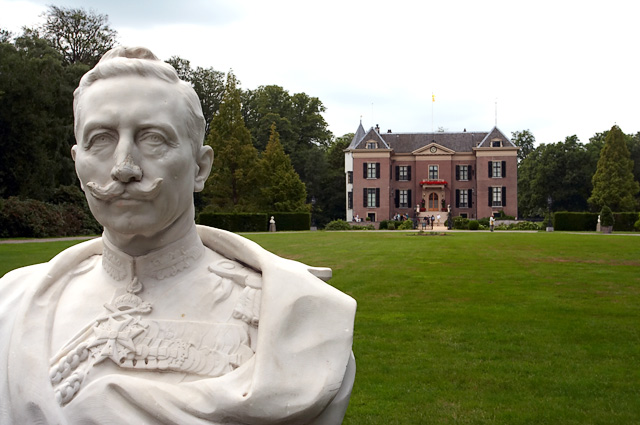
Бюст Вільгельма II на тлі садибного будинку

Дорн (нід. Huis Doorn) — маєток поблизу однойменного міста в Нідерландах, де провів останні 20 років свого життя і похований кайзер Вільгельм II.
Вперше маєток згадується 1289 року. 
Садибний будинок, відомий з XV століття, ґрунтовно перебудовано в XVIII столітті в традиційному голландському стилі. У середині XIX століття навколо розпланували пейзажний парк. За старих часів садиба належала пробсту Утрехтського єпископства, потім перейшла до баронів ван Геемстра. Зокрема, в цьому маєтку провела дитинство баронеса Елла ван Геемстра (1900-1984) — мати актриси Одрі Гепберн.
Після закінчення Першої світової війни, 1918 року, останній німецький імператор Вільгельм II позбувся престолу і перебрався з Німеччини в Дорн, який став його резиденцією у вигнанні (1920—1941). Нідерланди обрано місцем його проживання через родинні зв'язки з королевою Вільгельміною.
Після зречення 28 листопада 1918 року екс-кайзеру дозволено вільно пересуватися в межах 15-мильної зони від будинку. На дальшу подорож потрібен був спеціальний дозвіл чиновника. Колишній імператор нерідко порушував цю заборону. Крім того, в ньому прокинулася пристрасть до вирубування дерев у парку. Тільки за один тиждень грудня 1926 року 67-річний Вільгельм (за власними підрахунками) винищив 2590 дерев, за що недоброзичливці прозвали його «дроворубом з Дорна».
Під час перебування в Дорні імператор уникав привертати увагу до своєї персони. Його дружина Августа померла в Дорні 1921 року; її останки перевезено для поховання в потсдамський мавзолей. Вільгельм зміг супроводжувати її в останню путь лише до кордону з Німеччиною. Сам він помер 4 червня 1941 року. На сторожі воріт маєтку в той час стояли німецькі солдати, які окупували на той момент Нідерланди. Поховано Вільгельма в невеликому мавзолеї в саду. Його бажання про те, щоб у похоронних урочистостях не використовували свастику, не було почуто.
Нині палац відкрито як музей у тому вигляді, в якому його залишив Вільгельм, — з інкрустованими комодами, гобеленами, картинами німецьких художників, порцеляною і сріблом. Найбільше цікавлять відвідувачів будинку колекції табакерок і годинників, що колись належали Фрідріху Великому. Біля садибного будинку в парку поховано п'ять улюблених такс Вільгельма. Щороку в червні віддана група німецьких монархістів приходить віддати данину поваги останньому кайзеру.
1945 року маєток перейшов у державну власність. Відтоді висаджено багато нових дерев, що дозволило повернути Дорнському парку колишній вигляд.